# Tiflat
Tiflat (fr. Tiflet, arab. تيفلت, ber. ⵜⵉⴼⵍⴻⵜ) – miasto w północno-wschodnim Maroku położone  na zachód od Rabatu w prowincji Al-Chamisat w regionie administracyjnym Rabat-Sala-Zammur-Za'ir. Miasto liczy ok. 69,6 tys. mieszkańców.
W okolicach Tiflatu znajdują się pozostałości osad rzymskich i fenickich z pierwszego tysiąclecia p.n.e.

## Ludzie związani z miastem
- Said Belqola – marokański sędzia międzynarodowy